# Матьесон, Отто
Отто Матьесон (27 марта 1894, Копенгаген — 19 февраля 1932, Саффорд, штат Аризона) — актёр датского происхождения.

## Биография
Эмигрировав в США, как и его соотечественник Джин Хершолт, снял под его руководством свой первый американский фильм «Золотая тропа» (с Джейн Новак и режиссёром), вышедший на экраны в 1920 году. Затем последовали ещё тридцать три американских немых фильма, последним из которых был фильм Роя Уильяма Нила «За закрытыми дверями» (с Вирджинией Валли и Гастоном Глассом в главных ролях), выпущенный в 1929 году. Среди картин с его участием следует упомянуть «Скарамуша» Рекса Ингрэма (версия 1923 года, с Рамоном Новарро и Элис Терри), «Вретище и алая ткань» Генри Кинга (1925, с Элис Терри и Дороти Себастьян) и «Возлюбленного мошенника» Алана Кросленда (1927, с Джоном Бэрримором и Конрадом Вейдтом).
В трёх фильмах сыграл Наполеона Бонапарта: «Ярмарка тщеславия» Хьюго Баллина (1923, с Хобартом Босвортом и Джорджем Уолшем), «Дама побед» Роя Уильяма Нила (короткометражный фильм, 1928, с Агнес Эйрес и Джорджем Ирвингом) и, наконец, «Наполеоновский цирюльник» Джона Форда (короткометражный фильм, по общему мнению, утерян, 1928), с Фрэнком Райхером и Хелен Уэр в главных ролях), первый звуковой фильм актёра и режиссёра.
Отто Матьесон снялся в двенадцати других звуковых фильмах, последние три из которых были выпущены в 1931 году, включая Beau Ideal Герберта Бренона (с Ральфом Форбсом и Лореттой Янг в главных ролях) и «Мальтийский сокол» Роя Дель Рута (версия с Бебе Дэниэлс и Рикардо Кортесом в главных ролях).
В начале 1932 года Матьесон погиб в автокатастрофе.

## Частичная фильмография
- 1920 г. : Золотая тропа Джин Хершолт и Льюиса Х. Мумо : Дик Сандерлин
- 1922 г. : Не повезло (Деньги на сжигание) Роуленда В. Ли : граф Векки
- 1923 г. : The Dangerous Maid[англ.] Виктор Херманн : судья Джордж Джеффрис
- 1923 г. : Скарамуш Рекса Ингрэма : Филипп де Вильморен
- 1923 г. : Vanity Fair (film, 1923)[англ.] Хьюго Баллин : Наполеон
- 1924 г. : Revelation (film, 1924)[англ.] Джордж Д. Бейкер : Дю Кло
- 1924 г. : Капитан Блад Альберт Э. Смит и Дэвид Смит : Лорд Джеффрис
- 1924 г. : Для жемчужного ожерелья (Безумие тщеславия) Мориса Элви и Генри Отто
- 1925 г. : Счастливый воин Джеймса С. Блэктона : Эгберт
- 1925 г. : Охотники за спасением Йозефа фон Штернберга :
- 1925 г. : Парижская любовь Луи Ж. Гаснье : лидер банды апачей
- 1925 г. : Мешковина и Скарлет Генри Кинга : Этьен Фошар
- 1926 г. : Желтые пальцы Эммета Дж. Флинна : Карио
- 1926 г. : The Silver Treasure[англ.] Роуленд В. Ли : Мартин Декуд
- 1926 г. : Bride of the Storm[англ.] Джеймс С. Блэктон : Ханс Крун
- 1926 г. : Christine of the Big Tops[англ.] Арчи Мэйо :Хаган
- 1926 г. : Шепчущие провода Альберта Рэя : Альберт Нортон
- 1926 г. : While London Sleeps[англ.] Говард Бретертон : Посланник из Лондона
- 1927 г. : Too Many Crooks (film, 1927)[англ.] Фред С. Ньюмейер : «Быстрые руки» Фостер
- 1927 г. : Любопытное приключение странствующего поэта (Любимый мошенник) Алана Кросленда : Оливье
- 1927 г. : Рыцарь-пират (Дорога к романтике) Джона С. Робертсона : Дон Карлос
- 1927 г. : Сдача Эдварда Сломана :Джошуа

- 1928 г. : Леди Побед Рой Уильям Нил : Наполеон
- 1928 г. : The Last Moment (Последний момент) Пола Фейоса
- 1928 г. : Невеста из пустыни, Уолтер Лэнг : Кассим Бен Али
- 1928 г. : «Наполеоновский цирюльник» Джона Форда : Наполеон
- 1928 г. : Женщина из Москвы (The Woman from Moscow) Людвига Бергера : Гретч Милнер
- 1928 г. : The Scarlet Lady[англ.] Алан Кросленд : камердинер
- 1929 г. : За закрытыми дверями Рой Уильям Нил : Макс Рэндольф
- 1929 г. : Шоу шоу Джона Г. Адольфи : Исполнитель Пиратского номера
- 1929 г. : Prisoners (film, 1929)[англ.] Уильям А. Зайтер : Себфи
- 1930 г. : Le Général Crack[англ.] (General Crack) Алана Кросланда : полковник Габор
- 1930 г. : Золотая заря Рэя Энрайта : Капитан Эрик
- 1930 г. : Заговор Кристи Кабанн : Джеймс Мортон / Марко
- 1930 г. : "Последний одинокий волк " Ричарда Болеславского : Премьер-министр
- 1930 г. : Солдатская игрушка Майкла Кертиса :Герман
- 1931 г. Beau Ideal Герберта Бренона : Джейкоб Левин
- 1931 г. : Мальтийский сокол Роя Дель Рут : Джоэл Кэйро
- 1931 г. : Men of the Sky[англ.] Альфред Э. Грин :